# Dordże

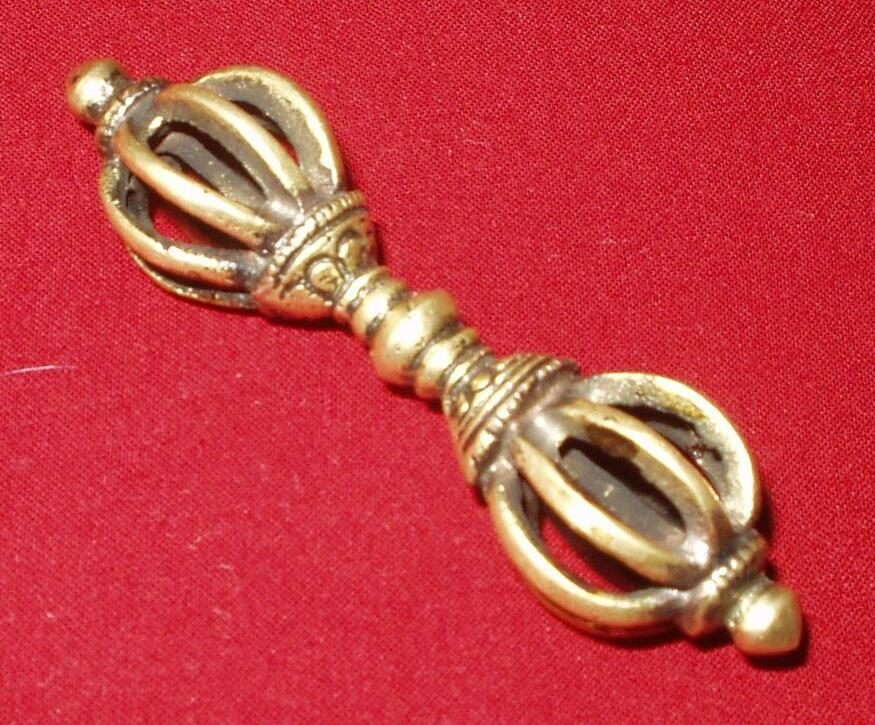
Dordże

Dordże (sanskryt wadżra, wadźra; tyb.: རྡོ་རྗེ།, Wylie: rdo rje) – diament. W hinduizmie broń boga Indry, w buddyzmie symbol niezniszczalności i niewzruszoności stanu buddy.

## Hinduizm
Broń Indry wykuta przez Twasztara, ogień nieba, tworzy iskrę między dwiema skałami. Z jej pomocą m.in. pokonuje Wrytrę, również władającego wadźrą.
W innej wersji przekazów wadźra została wykonana z odnalezionych kości ascety o imieniu Dadhjańća (antropomorficzna epifania pioruna).

## Buddyzm
Dordże symbolizuje także jedność pomiędzy dwiema przeciwnościami. W buddyjskiej ceremonii dzwonek symbolizujący kobiece właściwości (mądrość i przestrzeń) jest dzierżony w lewej dłoni, zaś dordże symbolizujące męskie właściwości (współczucie wyrażane poprzez zręczne metody) w dłoni prawej. Razem wyrażają oświecony umysł.
Jest to przedmiot rytualny także w buddyzmie tybetańskim, w którym symbolizuje on współczucie i radość. W trakcie ceremonii religijnych jest trzymany przez lamę w prawej dłoni.
Dordże jest również popularnym imieniem nadawanym mężczyznom w kulturze tybetańskiej. Podwójne dorji znajdujemy w godle Bhutanu.